# Saint-Féliu-d’Avall
Saint-Féliu-d’Avall település Franciaországban, Pyrénées-Orientales megyében. Lakosainak száma 2934 fő (2022. január 1.). Saint-Féliu-d’Avall Corneilla-la-Rivière, Pézilla-la-Rivière, Le Soler, Thuir, Saint-Féliu-d’Amont és Castelnou községekkel határos.

## Népesség
A település népessége az elmúlt években az alábbi módon változott:
| Lakosok száma | 2572 | 2732 | 2802 | 2797 | 2830 | 2874 | 2907 | 2918 | 2934 |
|               | 2013 | 2015 | 2016 | 2017 | 2018 | 2019 | 2020 | 2021 | 2022 |